# Фридрикас, Робертас Брониславович
Робертас Брониславович Фридрикас (род. 8 апреля 1967, Каунас, Литовская ССР, СССР) — советский литовский футболист.

## Биография
Начинал играть в Каунасе. В 16 лет порвал коленные связки, однако в каунасской клинике операцию ему так и не сделали. Через 3 месяца, когда вышел из больницы, обнаружил, что из-за усыхания одна нога стала короче другой — сначала на 1,5 сантиметра, а к началу 90-х разница составляла уже 4 сантиметра.
С 1985 года — в составе «Жальгириса», играл на позиции нападающего. На ведущие роли в команде вышел в конце 80-х, ярко проявил себя в розыгрыше Кубка УЕФА 1989/90, забив два мяча в одной игре в ворота шведского «Гётеборга».
В начале 1990 выступал в Балтийской лиге. Во 2-й половине 1990 года вместе с Ромасом Мажейкисом играл за грузинскую «Гурию».
В самом конце 1990 года переехал в Москву, играл полгода за московский «Локомотив».
Осенью 1991 года, по протекции экс-тренера «Жальгириса» Беньяминаса Зелькявичюса, оказался в австрийской «Аустрии». Из-за избытка нападающих переквалифицировался в левого полузащитника.
Дважды подряд стал чемпионом Австрии — в сезонах 1991/92 и 1992/93. Дважды обладатель Кубка Австрии — 1991/92 и 1993/94.
В 1994 году перешёл в клуб низшей лиги ВАФ (Вена), где и завершил карьеру.
С 1990 года играл за сборную Литвы. Всего провел 10 матчей, забил 2 мяча в отборочном турнире к Чемпионату мира 1994 — в ворота сборной Северной Ирландии и сборной Латвии.

### Семья
Женат. Сын Мантас также профессиональный футболист. Также есть дочь.